# Улекс малый
У́лекс ма́лый, или Утёсник ма́лый (лат. Úlex mínor) — вид цветковых растений рода Улекс (Ulex) семейства Бобовые (Fabaceae).

## Ботаническое описание
Вечнозелёный хамефит около 30 см высотой, хотя в тени, никем не поедаемый, улекс малый может достигать 1 м в высоту. Это — низкорослый кустарник, формирующий низкий покров, часто вместе с вереском (Calluna). Листья редуцированы до чешуй или мелких колючек, а побеги преобразованы в довольно мягкие, зелёные ветви, густо покрытые колючками около 1 см длиной. 
Цветки жёлтые, 1—2 см длиной, типичного для мотыльковых цветков строения. Цветение поздним летом и осенью, редко раньше июля. 
Плод — боб, частично прикрытый бледно-коричневыми остатками цветка. 

## Распространение и местообитание
Улекс малый родом с востока Англии, а также Франции, Испании и Португалии. Произрастает в низинных пустошах.
Улекс малый и его близкий родственник, улекс Галля (Ulex gallii), имеют не только частично перекрывающиеся ареалы, но и схожие местообитания.

## Хозяйственное значение и применение
Благодаря относительно мягким колючкам улекс малый поедается скотом и дикими травоядными животными.